# П'яноборська культура
П'яноборська культура — археологічна культура ранньої залізної доби, Щодо п'яноборської культури в науці існують різні думки. Одні поширюють її на весь басейн р. Ками в епоху 200 р. до н. е. — 500 р. н. е., інші — тільки на Нижнє Прикамье 200 р. до н. е. — 300 р. н. е. або тільки на гирло річки Білої з 200 р. до н. е..
П'яноборська культура розвинулася з нижньокамської групи ананьїнської культури. 

П'яноборська культура займала територію на північ від Ками та на схід від Волги між II ст. до Р.Х. та II ст. по Р.Х.. 
Економіка, ймовірно, було зосереджено на скотарстві, полюванні та рибальстві. 

Через Шовковий шлях носії П'яниборської культури отримували доступ до товарів зі Східної Азії, а також Римської імперії. 
Вони також торгували з сусідньою Андріївсько-Писералійською культурою. 

У похованнях П’яного Бору значне місце займають домашні тварини, зокрема коні.
Мандибули коней , черепи та кістки ніг були пов’язані з ритуалами поховання культури П’яного Бору. 
Для релігійних ритуалів використовували диких тварин; зуби та кістки хижаків виготовляли в магічні амулети та обереги. 

Азелінська та Мазузінська культури, як вважають, розвинулися з культури П’яний Бор у III ст. по Р.Х.. 

Була розповсюджена в районі річки Кама. Названа по могильнику біля села П'яний Бор (нині Красний Бор Єлабузького району Татарстану).
Носії культури займалися полюванням, скотарством, мотичним землеробством. Селища патріархальних громад розташовувалися на піднесених місцях. Чоловіків ховали зі зброєю й знаряддями праці, жінок — із прикрасами. Характерні речі: поясні еполетоподібні застібки, залізні мечі й шоломи, жіночі прикраси — багаті убори для кіс із пронизками й привісками у вигляді стилізованих фігурок конячок.
Серед знахідок — римські й середньоазійські предмети, що вказує на торгові зв'язки народу.
Племена п'яноборської культури належали до числа угрофінських.